# Tweet (zangeres)
Tweet (geboren als Charlene Keys in Rochester, New York, 21 januari 1971) is een Amerikaans zangeres. Ze is vooral bekend om haar hit Oops (Oh My) met Missy Elliott en Fabolous.
- Bibliothèque nationale de France: cb14519997n (data)
- Gemeinsame Normdatei: 135282438
- International Standard Name Identifier: 0000 0000 5519 881X
- Library of Congress Control Number: no2002011626
- MusicBrainz: db21a231-40ee-4c18-9604-bd7508a05998
- Système universitaire de documentation: 078531977
- Virtual International Authority File: 2704438
- WorldCat: E39PBJvhpVbB9Bm4bhQJQfjXBP